# Крымско-Черкесская война (1713)
Крымско-черкесская война 1713 года — военный поход Крымского ханства  на территорию, заселенную черкесскими народами, который закончился поражением войск крымского хана Девлет-Гирея II и его последовавшим смещением с поста хана.

## История
В 1713 году крымский хан Девлет-Гирей II организовал вторжение в Малую Жанетию, населённую черкесами. Его войска продвигались вдоль реки Пшада, где их встретила коалиционная армия черкесов, состоящая из шапсугов и натухайцев под командованием шапсугского предводителя Немире Шубс.
Решающее сражение произошло у реки, где крымские войска потерпели сокрушительное поражение. Давлет-Гирей II был захвачен в бою, но позже отпущен с позором. По преданию, в знак унижения его посадили на верблюда задом наперёд и отправили обратно.
Поражение Девлет-Гирея II послужило предлогом для его смещения османами с поста хана.